# جاك إل. ونايت
جاك إل. ونايت (بالإنجليزية: Jack L. Knight)‏ هو ضابط أمريكي، ولد في 29 مايو 1917 في غارنر في الولايات المتحدة، وتوفي في 2 فبراير 1945 في ميانمار.